# Seana (Lérida)
Seana es una entidad de población española del municipio de Bellpuig, perteneciente a la provincia de Lérida, en la comunidad autónoma de Cataluña. En 2022, la entidad singular de población tenía empadronados 142 habitantes y el núcleo de población, 128.